# Andrés Tuduri
Andrés Tuduri Sánchez (Tolosa, 28 agosto 1898 – Madrid, 28 dicembre 1967) è stato un calciatore spagnolo, di ruolo centrocampista e in seguito presidente della Real Federación Española de Atletismo e del Comitato Olimpico spagnolo.

## Carriera
Con l'Athletic Club de Madrid (antico nome dell'Atlético Madrid) vinse due campionati regionali (1920-21 e 1924-25) e fu due volte vicecampione di Coppa di Spagna (1921 e 1926).